# Hingoli
Hingoli es una ciudad y  municipio situada en el distrito de Hingoli en el estado de Maharashtra (India). Su población es de 85103 habitantes (2011). Se encuentra a orillas del río Kayadhu.

## Demografía
Según el censo de 2011 la población de Hingoli era de 85103 habitantes, de los cuales 43356 eran hombres y 41747 eran mujeres. Hingoli tiene una tasa media de alfabetización del 87,53%, superior a la media estatal del 82,34%: la alfabetización masculina es del 92,63%, y la alfabetización femenina del 82,31%.